# Eucladoceros
Eucladoceros (en llatí, 'banyes ramificades') és un genère extint de mamífers remugants de la família dels cèrvids que visqué al Pliocè i el Plistocè a Europa.
Tenien un gran banyam que podia arribar a mesurar fins a 1,70 m d'ample i era molt ramificada (aproximadament dotze puntes). L'animal mesurava 2,5 m de llargada i 1,8 m d'alçada. El seu parent extint Megaloceros i l'actual ant són els únics cérvols més grossos.